# Phalacrus rufopunctatus
Phalacrus rufopunctatus là một loài bọ cánh cứng trong họ Phalacridae. Loài này được Lyubarsky miêu tả khoa học năm 1998.